# 鳥取県旗
鳥取県旗（とっとりけんき）は、日本の都道府県の一つ、鳥取県の旗。本項では、旗に図示されている鳥取県章（とっとりけんしょう）についても併せて解説をする。

## 概要
県旗・県章とも1968年（昭和43年）が明治百年に当たることを記念して同年10月23日に制定された。飛翔している鳥を平仮名の「と」を鳥の形をデザインし、「自由と平和」及び「鳥取県の明日への進展」を表している。
県旗は紺青の地色に白抜きの県章を中央に配置している。

## 備考
- 制定日の1968年（昭和43年）10月23日には鳥取県民歌「わきあがる力」も制定された[2]。
- 2023年（令和5年）、香港で鳥取県章にそっくりな図案を使用して「鳥取食品有限公司」という会社が海産物など200種類の食品を販売していることが判明し、同年11月17日に鳥取県は使用中止を求める方針を明らかにした[3]。